# Józef Kupny

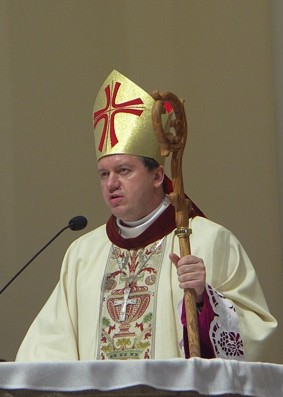
Józef Kupny als Weihbischof (2006)

Wappen als Weihbischof in Kattowitz

Wappen als Erzbischof von Breslau

Józef Piotr Kupny (* 23. Februar 1956 in Groß Dombrowka/Dąbrówka Wielka, Piekary Śląskie) ist ein polnischer Geistlicher, römisch-katholischer Erzbischof von Breslau und stellvertretender Vorsitzender der Polnischen Bischofskonferenz.

## Leben
Józef Kupny wurde am 4. März 1956 in der Pfarrkirche Unserer Lieben Frau von der Hilfe der Gläubigen in Groß Dombrowka getauft. Später zog seine Familie zuerst nach Chorzów Stary und schließlich nach Chorzów Batory. Kupny wurde in der Pfarrkirche St. Maria Magdalena in Chorzów Stary gefirmt. Er besuchte zunächst von 1963 bis 1971 die Grundschule Nr. 27 in Chorzów Stary und anschließend ab 1971 das Marie-Skłodowska-Curie-Gymnasium in Chorzów, wo er 1975 das Abitur erlangte. Danach studierte er Philosophie und Katholische Theologie am Priesterseminar in Krakau. Daneben leistete er zwei Jahre Wehrdienst in Brzeg. An der Päpstlichen Akademie für Theologie Krakau erwarb er mit der Arbeit Nauczanie społeczne Jana Pawła II w czasie wizyty-pielgrzymki w Polsce (2.–10.06.1979) („Die Soziallehre von Johannes Paul II. während seiner Pilgerreise nach Polen (2.–10.06.1979)“) einen Magister Theologiae. Durch den Bischof von Kattowitz, Herbert Bednorz, empfing er am 28. Februar 1982 die Diakonenweihe und am 31. März 1983 in der Christkönigskathedrale in Kattowitz das Sakrament der Priesterweihe für das Bistum Kattowitz (ab 1992 Erzbistum Kattowitz).
Nach der Priesterweihe war Kupny zunächst als Pfarrvikar der Pfarreien Kreuzerhöhung und Unsere Liebe Frau von der Heilung der Kranken in Osiedle Tysiąclecia, einem Stadtteil von Kattowitz, tätig, bevor er 1984 Pfarrvikar der neu errichteten Pfarrei Unsere Lieben Frau von Piekara wurde. Nach weiterführenden Studien an der Akademie für Katholische Theologie in Warschau erlangte er 1986 mit der Arbeit Nauczanie społeczne Jana Pawła II w Polsce („Die Soziallehre von Johannes Paul II. in Polen“) ein Lizenziat im Fach Katholische Theologie. Im selben Jahr setzte er seine Studien an der Katholische Universität Lublin fort, an der er 1990 mit der Arbeit Społeczne uwarunkowanie rozwoju osoby w nauczaniu Jana Pawła II („Die soziale Bedingtheit der Entwicklung der Person in der Lehre von Johannes Paul II.“) einen Magister im Fach Soziologie erwarb und 1993 bei Władysław Piwowarski mit der Arbeit Antropologiczne podstawy nauczania społecznego Jana Pawła II („Anthropologische Grundlagen der Soziallehre von Johannes Paul II.“) im Fach Sozialwissenschaften promoviert wurde.
Ab 1992 lehrte Kupny als Dozent und von 1994 bis 2001 als außerplanmäßiger Professor an der Katholischen Universität Lublin. Außerdem lehrte er am Institut für höhere religiöse Kultur, am Theologischen Institut und am Studienzentrum für katholische Soziallehre in Kattowitz sowie an der Theologischen Fakultät der Schlesischen Universität. Zudem war er ab 1993 auch Dozent für Gemeinde- und Religionssoziologie am Priesterseminar in Kattowitz, dessen Regens er 2001 wurde. Im akademischen Jahr 1994/1995 absolvierte er einen Forschungsaufenthalt in Deutschland. Ferner fungierte Kupny ab 2001 als stellvertretender Leiter der diözesanen Seelsorgeabteilung und ab 1999 als Mitglied des Redaktionsausschusses der Schlesischen Historisch-Theologischen Studien. Darüber hinaus war er Mitglied der Polnischen Theologischen Gesellschaft, der Polnischen Soziologischen Gesellschaft und der Wissenschaftlichen Gesellschaft der Katholischen Universität Lublin. Von 1999 bis 2002 leitete Kupny zusätzlich die Lubliner Abteilung der Polnischen Soziologischen Gesellschaft und von 2003 bis 2009 die Polnische Vereinigung der Dozenten für katholische Soziallehre. Er wirkte bei der Abfassung der Dokumente des zweiten polnischen Plenarkonzils zum Thema Die Kirche auf dem Weg zum sozioökonomischen Leben mit. Überdies gehörte er ab 2001 dem Priesterrat und ab 2003 auch dem Konsultorenkollegium des Erzbistums Kattowitz an. Am 13. Februar 2003 verlieh ihm Papst Johannes Paul II. den Ehrentitel Päpstlicher Ehrenkaplan.
Papst Benedikt XVI. ernannte ihn am 21. Dezember 2005 zum Titularbischof von Vanariona und Weihbischof in Kattowitz. Der Erzbischof von Kattowitz, Damian Zimoń, spendete ihm am 4. Februar 2006 in der Christkönigskathedrale in Kattowitz die Bischofsweihe; Mitkonsekratoren waren Stefan Cichy, Bischof von Legnica, und Wiktor Skworc, Bischof von Tarnów. Sein Wahlspruch Chrystus nas umiłował („Christus hat uns geliebt“) stammt aus Eph 5,2 . Als Weihbischof war Kupny zudem Generalvikar des Erzbistums Kattowitz. Darüber hinaus gehörte er weiterhin dem Priesterrat, dem Konsultorenkollegium und dem Diözesanpastoralrat des Erzbistums an.
Am 18. Mai 2013 bestellte ihn Papst Franziskus zum Erzbischof von Breslau. Die Amtseinführung erfolgte am 16. Juni desselben Jahres. Als Erzbischof ist Kupny zudem Großkanzler der Päpstlichen Theologischen Fakultät Breslau. Außerdem ist er Großoffizier (Komtur mit Stern) des Ritterordens vom Heiligen Grab zu Jerusalem. Überdies stand Kupny 2013 dem Vergabekomitee des Juliusz-Ligon-Preises vor. 2015 gründete er die Stiftung Soziales Observatorium in Breslau und 2017 stiftete er die Medaille der Heiligen Hedwig von Schlesien. Ferner ist er Mitglied des wissenschaftlichen Beirats der Zeitschrift Społeczeństwo.
In der Polnischen Bischofskonferenz wurde Kupny 2008 Delegierter für die katholischen Bewegungen und Verbände und 2011 Vorsitzender des Rates für soziale Angelegenheiten. 2012 verfasste er für die Bischofskonferenz das Sozialdokument W trosce o człowieka i dobro wspólne („In Sorge um den Menschen und das Gemeinwohl“).  Ferner gehört er seit 2012 dem Ständigen Rat der Bischofskonferenz sowie dem nationalen Organisationskomitee für die Feierlichkeiten zum 1050. Jahrestag der Taufe Polens im Jahr 2016 an. und seit 2021 der Kommission für die polnischen Emigranten Zudem ist er seit 2015 Delegierter für die Werktätigenseelsorge und seit 2021 auch Delegierter für die Unternehmerseelsorger. Seit dem 14. März 2024 fungiert er als stellvertretender Vorsitzender der Bischofskonferenz und als Ko-Vorsitzender der Gemeinsamen Kommission von Vertretern der polnischen Regierung und der Bischofskonferenz.
2024 nahm er nicht an der Abschlusssitzung der katholischen Weltsynode teil, sondern schickte einen Kleriker aus der dritten Reihe seiner Diözese. In polnischen Medien wurde sein Fernbleiben als Distanzierung von den Reformen des Papstes Franziskus verstanden.

## Wappen
Das Wappen von Józef Kupny als Weihbischof in Kattowitz ist in drei Felder geteilt: Im oberen Feld ist ein Herz zu sehen, das für das Heiligste Herz Jesu steht. Im linken Feld sind eine weiße Lilie und ein stilisiertes J dargestellt. Hiermit nimmt Kupny Bezug auf den heiligen Josef von Nazaret. Das gekrönte stilisierte M im rechten Feld ist ein Symbol für die Gottesmutter Maria. Der blaue Grund des rechten Feldes symbolisiert die Reinheit Mariens.
Das Erzbischofswappen von Kupny weist vier Felder auf: In den beiden oberen Feldern wurden das stilisierte J und die weiße Lilie bzw. das gekrönte M aus dem Weihbischofswappen übernommen. Die beiden unteren Feldern hingegen wurden verändert: So zeigt das untere linke Feld einen schwarzen Adler auf goldenem Grund. Auf diese Weise nimmt Kupny Bezug auf die Region Breslau, denn der schwarze Adler findet sich ebenfalls in den Wappen der Stadt Breslau und der Woiwodschaft Niederschlesien sowie des Erzbistums Breslau. Ferner führte die über die niederschlesischen Fürstentümer herrschende Dynastie der Piasten den schwarzen Adler in ihrem Wappen. Im unteren rechten Feld ist der Kopf des heiligen Johannes des Täufers zu sehen, der der Schutzpatron Breslaus und des Breslauer Doms ist.

## Ehrungen
- 2014: Ehrenbürgerwürde der Stadt Chorzów[19]
- 2016: Orden Polonia Restituta (Offizier)[20]
- 2017: Goldene Medaille für Verdienste um die Polizei[21]
- 2017: Goldene Medaille für Verdienste um die Feuerwehr[22]
- 2018: Goldmedaille der Päpstlichen Theologischen Fakultät Breslau[23]
- 2018: Aufnahme in die Paulusbruderschaft[24]
- 2019: Kreuz der Unabhängigkeit mit Stern, Klasse I, für patriotische Verdienste und Aktivitäten für die Polizeigemeinschaft[25]
- 2019: Henryk-Preis der Gemeinde Trzebnica[26]
- 2019: Medaille der Kommission für Nationale Bildung[27]
- 2019: Gloria-Artis-Medaille für kulturelle Verdienste in Silber[28]
- 2019: Schlesischer Piastenadler der Regionalen Wirtschaftskammer Kattowitz[29]
- 2020: Medaille zum 100-jährigen Jubiläum der Gründung der Nationalen Polizei[30]
- 2020: Medaille zum 30-jährigen Jubiläum der Gründung der Polizeigewerkschaft[31]
- Ehrenvorsitzender der Polnischen Vereinigung der Dozenten für katholische Soziallehre[5]

## Schriften
- Podstawy personalizmu społecznego Jana Pawła II. In: Zeszyty Naukowe Katolickiego Uniwersytetu Lubelskiego. Nr. 1, 1993, OCLC 998367250, S. 71–82.
- Antropologiczne podstawy nauczania społecznego Jana Pawła II (= Rozprawy i Opracowania – Diecezjalny Instytut Teologiczno-Pastoralny (Opole). Band 11). Wydaw. Św. Krzyża, Oppeln 1994, ISBN 978-83-8502561-0.
- Demokratyzacja ustroju przedsiębiorstwa. In: Zeszyty Naukowe KUL. Band 39, Nr. 1, 1996, OCLC 1424094229, S. 37–49.
- Ks[iądz] prof. dr hab. Joachim Kondziela (1932–1992): szkic biograficzny. In: Schlesische Historisch-Theologische Studien. Band 29, 1996, OCLC 998638498, S. 348–350.
- Małe przedsiębiorstwa a partycypacja w zarządzaniu. In: Roczniki Nauk Społecznych. Band 1, 1997, OCLC 922427359, S. 145–157.
- Sprawiedliwość społeczna w opinii studentów KUL. In: Zeszyty Naukowe Katolickiego Uniwersytetu Lubelskiego. Nr. 3/4, 1998, OCLC 995674665, S. 201–215.
- Jana Pawła II prakseologia pokoju. In: Roczniki Nauk Społecznych. Band 26, Nr. 1, 1998, OCLC 1424406714, S. 137–155.
- Synodalny program zaangażowania społecznego Kościoła w Polsce. In: Przegląd Religioznawczy. Nr. 3, 1999, OCLC 998536588, S. 205–212.
- Mitbestimmung im Kleinunternehmen. In: Schlesische Historisch-Theologische Studien. Band 32, 1999, OCLC 998382237, S. 137–149.
- Opcja na rzecz ubogich. In: Syudia Diecezji Radomskiej. Band 2, 1999, OCLC 1424023364, S. 62–72.
- Ku społeczeństwu obywatelskiemu. In: Zeszyty Społeczne KIK. Nr. 10, 2002, OCLC 999051088, S. 91–98.
- Budowanie społeczeństwa obywatelskiego na Górnym Śląsku: między optymizmem a niepokojem. In: Jan Górecki, Henryk Olszar (Hrsg.): Górny Śląsk na przełomie wieków: nadzieje i niepokoje, świadkowie wiary (= Studia i Materiały Wydziału Teologicznego Uniwersytetu Śląskiego w Katowicach. Band 6). WT UŚ, Kattowitz 2002, OCLC 1356755582, S. 42–51.
- Zasady ładu społecznego i gospodarczego w świetle nauczania Kościoła. In: Schlesische Historisch-Theologische Studien. Band 36, Nr. 1, 2003, OCLC 999286621, S. 45–55.
- Katolicka nauka społeczna w wyższych seminariach duchownych i fakultetach teologicznych. In: Schlesische Historisch-Theologische Studien. Band 37, Nr. 1, 2004, OCLC 998646573, S. 75–85.
- Wyższe Śląskie Seminarium Duchowne: 1924–2004. Księgarnia św. Jacka, Kattowitz 2004, ISBN 978-83-7030-382-2.
- Eklezjalność Ruchu Światło-Życie. In: Schlesische Historisch-Theologische Studien. Band 38, Nr. 1, 2005, OCLC 998482172, S. 105–117.
- Godność człowieka a wymogi życia gospodarczego: przeciwieństwo czy komplementarność? In: Adam Bałabuch (Hrsg.): Jan Paweł II promotorem godności człowieka: praca zbiorowa (= Konferencje i Sesje Naukowe – Papieski Wydział Teologiczny we Wrocławiu. Band 1). Papieski Wydział Teologiczny, Breslau 2007, OCLC 1346447254, S. 97–110.
- Polityczne zaangażowanie księży. In: Józef Augustyn (Hrsg.): Sztuka bycia księdzem. Poradnik: praca zbiorowa (= Psychologia i Formacja). Wydawnictwo WAM, Krakau 2010, OCLC 1378547777, S. 467–470.